# Simone Chobillon
Simone Henriette Chobillon, née le 31 mars 1920 dans le 10e arrondissement de Paris et morte le 4 décembre 2018 à Villeneuve-Saint-Georges, est une actrice, chanteuse, danseuse et animatrice française.

## Biographie
Fille du chef d’orchestre et compositeur Charles Chobillon (1891-1976), elle débute sur scène au milieu des années 1930 au Concert Mayol, avant de collaborer, durant une dizaine d'années, aux revues du Théâtre des Nouveautés.
Actrice présente dans quatre films au cours des années 1930, Simone Chobillon s'est également produite ensuite au théâtre et comme chanteuse, notamment dans les cabarets parisiens Le Saint-Yves de Romi et L'Échanson d'André Pasdoc.
Elle a également participé, notamment comme animatrice, à diverses émissions telles que le Club des Chansonniers, Le Grenier de Montmartre et le Cabaret de la Mer.

## Filmographie
- 1932 : Le Roi des palaces de Carmine Gallone : une enfant de chœur
- 1936 : Messieurs les-ronds-de-cuir d'Yves Mirande
- 1938 : Tricoche et Cacolet de Pierre Colombier
- 1939 : Visages de femmes de René Guissart